# Salwador na letnich igrzyskach olimpijskich
Salwador wystartował po raz pierwszy na letnich IO w 1932 roku na igrzyskach w Los Angeles - wtedy to Pierre de Matheu wystartował w Olimpijskim konkursie sztuki i literatury. Oficjalny debit Salwadoru w konkurencjach sportowych miał miejsce 36 lat później na igrzyskach w Meksyku w 1968 roku i od tamtej pory reprezentacja wystartowała na wszystkich letnich igrzyskach (oprócz igrzysk w 1976 i 1980 roku). Do tej pory Salwador nie zdobył na LIO żadnych medali.

## Klasyfikacja medalowa
| Olimpiada           | Złoto | Srebro | Brąz | Razem |
| ------------------- | ----- | ------ | ---- | ----- |
| 1932 Los Angeles    | 0     | 0      | 0    | 0     |
| 1968 Meksyk         | 0     | 0      | 0    | 0     |
| 1972 Monachium      | 0     | 0      | 0    | 0     |
| 1984 Los Angeles    | 0     | 0      | 0    | 0     |
| 1988 Seul           | 0     | 0      | 0    | 0     |
| 1992 Barcelona      | 0     | 0      | 0    | 0     |
| 1996 Atlanta        | 0     | 0      | 0    | 0     |
| 2000 Sydney         | 0     | 0      | 0    | 0     |
| 2004 Ateny          | 0     | 0      | 0    | 0     |
| 2008 Pekin          | 0     | 0      | 0    | 0     |
| 2012 Londyn         | 0     | 0      | 0    | 0     |
| 2016 Rio de Janeiro | 0     | 0      | 0    | 0     |
| 2020 Tokio          | 0     | 0      | 0    | 0     |
| Razem               | 0     | 0      | 0    | 0     |